# Bender: Zoloto imperii
Pour plus de détails, voir Fiche technique et Distribution.
Bender: Zoloto imperii (Бендер: Золото империи) est un film russe réalisé par Igor Zaïtsev, sorti en 2021,,.

## Fiche technique
- Photographie : Sergueï Trofimov
- Musique : Raïan Otter
- Décors : Alexandre Arefiev
- Montage : Ekaterina Beresnevitch
- Langue : russe
- Genre : comédie
- Durée : 87 minutes
- Date de sortie :
  - Russie : 15 juillet 2021

## Distribution
Olga Soutoulova